# Korporal
Korporal (von lat. corpus bzw. corporis für der Körper, engl. corporal, frz. caporal) ist in vielen Streitkräften der unterste Rang der Unteroffiziere. In der Bundeswehr ist der Korporal ein Dienstgrad für Mannschaften. In der Schweiz, in Belgien und in Luxemburg wird dieser Rang auch bei der Feuerwehr verwendet.
In früheren deutschen Heeren wurde der unterste Unteroffiziersdienstgrad ebenfalls zeitweise mit Corporal bezeichnet.

## Österreich
Im österreichischen Bundesheer ist der Korporal ein Chargendienstgrad (Verwendungsgruppe MZCh). In der k.u.k. Armee zählte er noch zu den Unteroffizieren (und legte dementsprechend noch das gelb-schwarze Unteroffiziersportepee an). Heute entspricht der österreichische Dienstgrad etwa den Dienstgraden Hauptgefreiter oder Stabsgefreiter in der deutschen Bundeswehr. Der Korporal kann im Frieden Kommandantenaufgaben von Trupp-Stärke bis eventuell Gruppen-Stärke übernehmen.
In Auslandseinsätzen wird er auf Englisch als Corporal (Cpl) bezeichnet.
Soldaten, die in der Ausbildung zum Unteroffizier (HUAK) oder zum Offizier (EF) stehen, tragen eine eigene Version des Dienstgrades mit silberfarbenem Querbalken am Oberrand. Diesen gibt es nur für den Dienstanzug 75/03.
| Niedrigerer Dienstgrad Gefreiter                                                                                     | Dienstgrad Korporal | Höherer Dienstgrad Zugsführer |
| Einordnung: Rekruten – Chargen – Unteroffiziere – Offiziere Alle Dienstgrade auf einen Blick: Bundesheer-Dienstgrade |                     |                               |

## Schweiz
In der Schweizer Armee ist der Korporal (kurz: Kpl) der niedrigste Unteroffiziersgrad (NATO-Rangcode: OR-4). Er steht eine Rangstufe über dem Mannschaftsdienstgrad Obergefreiter.
Bis zur Armeereform XXI (mit Wirkung zum 1. Januar 2004) erfüllte er die Funktion des Gruppenführers. Seitdem diese Funktion vom Wachtmeister übernommen wird, ist der Korporalsrang Fachspezialisten ohne Führungsfunktion vorbehalten.
Den Rang des Korporals gibt es außerdem noch bei der Feldpost, was darauf zurückzuführen ist, dass die Ausbildung eines Feldpostkorporals wesentlich kürzer dauert als die eines regulären Gruppenführers. Auch bei der ABC-Abwehr aller Truppengattungen gibt es den Rang des Korporals noch. Dabei werden Soldaten nach einer speziellen Unteroffiziersschulung zu Korporalen befördert. Das Dienstgradabzeichen zeigt bei der Schweizer Armee einen einfachen Winkel auf den Achselschlaufen.
In Auslandeinsätzen wird er auf Englisch als Corporal (Cpl) bezeichnet.
| Niedrigerer Grad Obergefreiter | Unteroffiziersgrad Korporal | Höherer Grad Wachtmeister |
| Einordnung: Mannschaften – Unteroffiziere – Höhere Unteroffiziere – Subalternoffiziere – Hauptleute – Stabsoffiziere – Höhere Stabsoffiziere – Oberbefehlshaber der Armee Alle Grade auf einen Blick: Grade der Schweizer Armee |                             |                           |

## Deutschland
Korporal ist ein am 15. September 2021 eingeführter Dienstgrad der Bundeswehr in der Dienstgradgruppe der Mannschaften.

### Geschichte
Im Rahmen der Personalentwicklung der Bundeswehr zur „Modernisierung der Laufbahnen“ wurde die Neukonzeption der Laufbahnen der Mannschaften des Truppendienstes gebilligt und die Einführung der neuen Dienstgrade Korporal und Stabskorporal als Spitzendienstgrad für Mannschaften beschlossen. Es wird sich zunächst um ein Pilotprojekt handeln. Die ersten Korporale der Bundeswehr wurden am 1. Dezember 2021 in diesen Dienstgrad befördert. Das Ziel der Einführung der mit einem höheren Sold verbundenen Dienstgrade ist es, die Laufbahn der Mannschaften attraktiver zu machen. Bis April 2022 sollten 1400 Korporale und Stabskorporale ernannt werden.

### Befehlsbefugnis und Dienststellungen
In der Bundeswehr ist der Korporal ein Mannschaftsdienstgrad. Auf Grund der Zugehörigkeit zur Dienstgradgruppe der Mannschaften könnten Korporale auf Grundlage des § 4 („Vorgesetztenverhältnis auf Grund des Dienstgrades“) der Vorgesetztenverordnung niemandem allein auf Grund ihres Dienstgrades Befehle erteilen. Wie alle Mannschaftsdienstgrade können sich Korporale daher auch in Notlagen nicht selbst zu Vorgesetzten gemäß § 6 („Vorgesetztenverhältnis auf Grund eigener Erklärung“) der Vorgesetztenverordnung erklären.
Korporale besetzen besonders anspruchsvolle Dienstposten, die eine besondere Erfahrung benötigen. Dazu zählen beispielsweise Verwendungen als Instandsetzer auch komplizierter technischer Systeme (Bordwaffen, Funkgeräte, optische und elektronische Aufklärungsmittel, Drehflügler usw.), in Stäben als besonders qualifizierte Stabsgehilfen oder als Bediener technischer Systeme auf Kommandobrücken oder Gefechtsständen. Korporale werden auch als Ausbilder, Truppführer oder (dann aber meist nur übergangsweise nach § 5 („Vorgesetztenverhältnis auf Grund besonderer Anordnung“) der Vorgesetztenverordnung) Gruppenführer eingesetzt. Auf Grund ihrer Erfahrung, die meist der Erfahrung von Unteroffizieren entspricht, sind Korporale in Stäben häufig mit Aufgaben betraut, die erhebliches Fachwissen und eine hohe Verantwortung bedingen. Auf Grund dieser und ähnlicher Dienststellungen und Aufgabenbereiche können Korporale in den in der Vorgesetztenverordnung aufgezählten Fällen und in den dort genannten Grenzen allen dienstlich oder fachlich unterstellten Soldaten Befehle erteilen.

### Ernennung
Maßgebliche gesetzliche Grundlagen für die Ernennung zum Korporal enthält die Soldatenlaufbahnverordnung (SLV) und ergänzend die noch zu ändernde Zentrale Dienstvorschrift (ZDv) 20/7. Zum Korporal können Soldaten auf Zeit und beorderte Reservisten der Laufbahnen der Mannschaften ernannt werden. Soldaten können 7 Jahre nach Eintritt in ein Dienstverhältnis der Bundeswehr zum Korporal ernannt werden. Voraussetzung ist ferner in der Regel eine Dienstzeit von mindestens einem Jahr im Dienstgrad Oberstabsgefreiter. Das Bundesministerium der Verteidigung hat angekündigt, die Beförderungen hauptsächlich nach dem Prinzip der Bestenauswahl und nicht überwiegend nach Dienstalter durchzuführen. Das Bundesministerium plant darüber hinausgehend, anfänglich nur Bewerber zu berücksichtigen, die mindestens drei Jahre als Soldat auf Zeit im Dienstgrad des Oberstabsgefreiten gedient haben und die sich noch mindestens zu einer Restdienstzeit von drei Jahren verpflichten bzw. bereits verpflichtet haben.

### Besoldung
Soldaten auf Zeit im Dienstgrad Korporal werden nach der Bundesbesoldungsordnung (BBesO) mit A 6 besoldet. Damit steht der Korporal in der Eingangsbesoldungsgruppe des Dienstgrads Stabsunteroffizier, ohne aber wie dieser in Besoldungsgruppe A 7 aufsteigen zu können. Ein Freiwillig Wehrdienst Leistender erhält stattdessen Wehrsold nach dem Wehrsoldgesetz (WSG), ein Reservistendienst Leistender Leistungen nach dem Unterhaltssicherungsgesetz (USG).

### Dienstgradabzeichen
Das Dienstgradabzeichen für Korporale zeigt einen breiten Schrägstreifen auf beiden Schulterklappen bzw. für Marineuniformträger auf den Oberärmeln.

### Äquivalente, nach- und übergeordnete Dienstgrade
Den Dienstgrad Korporal führen sowohl Heeres-, Luftwaffen- als auch Marineuniformträger. In den Streitkräften der NATO ist der Korporal zu allen Dienstgraden mit dem NATO-Rangcode OR-4 äquivalent.
In der Laufbahngruppe der Mannschaften ist der Korporal im Sinne der entsprechend noch zu ergänzenden ZDv 20/7 über dem rangniedrigeren Oberstabsgefreiten und unter dem ranghöheren Stabskorporal eingeordnet.
| Mannschaftsdienstgrad |          |                    |
| Niedrigerer Dienstgrad |          | Höherer Dienstgrad |
| Oberstabsgefreiter | Korporal | Stabskorporal      |
| Dienstgradgruppe: Mannschaften – Unteroffiziere o.P. – Unteroffiziere m.P. – Leutnante – Hauptleute – Stabsoffiziere – Generale |          |                    |

## Andere Streitkräfte

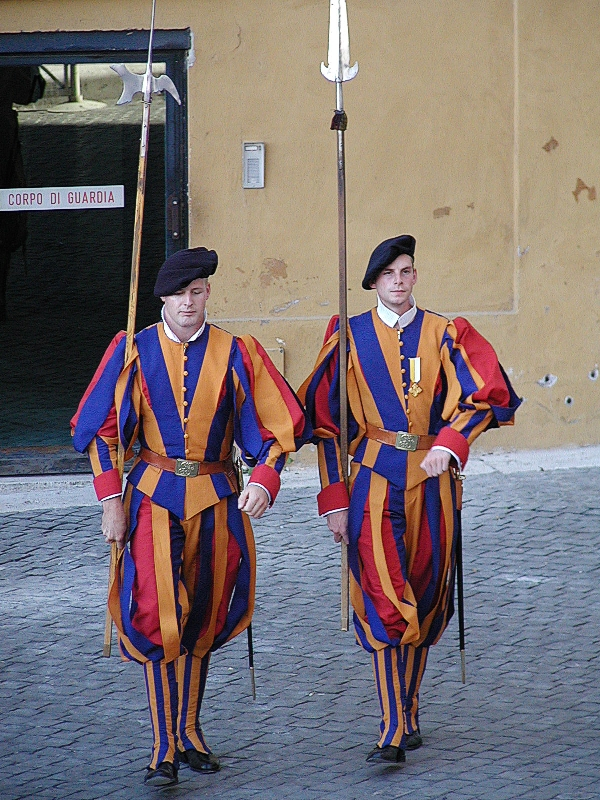
Korporal der Päpstlichen Schweizergarde, mit Partisane (rechts), und Hellebardier (links)

Die Stellung des Korporals wird unterschiedlich definiert, meist im NATO-Rangcode OR-3 oder OR-4 (other rank), wobei OR-3 meist ein Mannschaftsdienstgrad (enlisted rank) ist, während OR-4 häufig schon zu den Unteroffizieren (non-commissioned officer) gezählt wird.

### Frankreich
In Frankreich erfolgt die Beförderung zum Caporal (OR-3) nach Bestehen eines gesonderten Lehrgangs, dieser und auch der Caporal-chef (OR-4) gehören zu den Mannschaften.

### Großbritannien, Vereinigte Staaten
In Großbritannien und den Vereinigten Staaten erfolgt die Beförderung zum Corporal (OR-4) ebenfalls nach Bestehen eines gesonderten Lehrgangs. Corporals zählen bereits als Unteroffiziere.

### Niederlande
In den Niederlanden wird man Korporaal (OR-3) nach einer längeren Dienstzeit im Mannschaftsrang.

### Polen
In den polnischen Streitkräften gibt es die folgenden vergleichbaren Dienstgrade in der Laufbahngruppe der Unteroffiziere:
- kapral (OR-3, „Korporal“), abgekürzt kpr., historisch abgeleitet vom ital. caporale für der Befehlende
- starszy kapral (OR-4, „Oberkorporal“), abgekürzt st.kpr., wörtlich älterer Korporal

### Vatikanstadt
In der Päpstlichen Schweizergarde gibt es ebenfalls den Rang des Korporals sowie den des Vizekorporals.

## Frühere deutsche Streitkräfte

### Preußische Armee
In der preußischen Armee stand der „Corporal“ einer bis zu 30 Mann starken Korporalschaft vor, bei der Kavallerie einem Beritt. Mehrere Korporalschaften bzw. Beritte bildeten einen Zug oder Offizierberitt. Der Corporal rangierte zwischen dem Gefreiten und dem Sergeanten bzw. Feldwebel; er war der niederste Unteroffiziersdienstgrad. Die Bezeichnung Corporal wurde um 1850 in „Unteroffizier“ gewandelt.
Freikorporal wurden bis 1807 die (adligen) Offiziersanwärter genannt.
Als preußisches Äquivalent zum Vizekorporal in den Armeen anderer deutscher Partikularstaaten wurde um 1810/1811 die Dienststellung des Vizeunteroffiziers eingeführt.

### Bayerische Armee
In der Bayerischen Armee gab es den Dienstgrad bis 1872 und wurde dann, gemäß preußischem Vorbild, in Unteroffizier umbenannt. Daneben gab es noch die Dienststellung des Vizekorporals, die jedoch 1872 entfiel.
Rangabzeichen des Korporals war seit 1802 eine weiße oder gelbe Krageneinfassung aus Wollborte (der Knopffarbe folgend) sowie eine waagerechte Woll-Litze in selber Farbe, dazu das weiß-blaue Unteroffiziersportepee. Ab 1872 folgten die Abzeichen dem preußischen Muster, mit gewissen bayerischen Varianten (Löwenknöpfe, blau-weiße bzw. blau-silberne Troddeln und Tressen).

### Armeen der übrigen deutschen Partikularstaaten bis 1918
Der Dienstgrad Korporal bzw. Brigadier existierte auch in den Heeren der übrigen deutschen Partikularstaaten. In der württembergischen Armee entsprach ihm der Dienstgrad Obermann. Bis zur deutschen Reichsgründung 1871 und der Anpassung an die preußischen Standards in den frühen 1870er Jahren fiel die Gestaltung der Rangabzeichen jedoch unterschiedlich aus.
Zu Beginn des 19. Jahrhunderts folgten viele Staaten dem französischen Vorbild (zwei schräg aufgesetzte Wollborten auf den Unterärmeln), nach den Befreiungskriegen orientierte man sich häufig an Preußen (Einfassung des Kragens und der Ärmelaufschläge mit Metalltresse). Mit Wiederaufflammen des preußisch-habsburgischen Dualismus seit 1848 übernahmen viele der mittel- und süddeutschen Staaten die Rangabzeichen der Armee Österreichs (Korporal: zwei Kragensterne aus weißem Tuch). Nach 1871 legten die meisten Staaten (wieder) die preußischen Rangabzeichen an.
Das Herzogtum Braunschweig wechselte wegen der offenen Thronfolgefrage erst während der preußischen Regentschaft über das Herzogtum Braunschweig von der traditionellen schwarzen Uniform zur blauen preußischen im Jahr 1886 (Offiziere) bzw. 1892 (Mannschaften). Bis dahin trug der Korporal auf dem Ärmel zwei Tressenwinkel nach britischem Vorbild (die Offiziere hatten bis dahin Rangabzeichen gemäß österreichischem Vorbild angelegt).

### „Fremdvölkische“ Schutzmannschaften der Wehrmacht und SS (1941–1945)
Während des Zweiten Weltkriegs war Korporal ein Dienstgrad in einigen der von den deutschen Besatzern im Hinterland der Ostfront aufgestellten Schutzmannschaften (Schuma). Die Mannschaften wurden unter der einheimischen, „fremdvölkischen“ Bevölkerung angeworben. Der Korporal rangierte mit dem Unterfeldwebel der Wehrmacht und stand zwischen dem Vizekorporal (Unteroffizier) und dem Vizefeldwebel (Feldwebel).
Zur im Sommer 1942 eingeführten schwarzen Uniform bestand das Rangabzeichen des Korporals aus zwei Horizontalbalken mit einem auf seiner Spitze stehenden Winkel darüber. Das Abzeichen war oberhalb des Ärmelaufschlags aufgenäht und war einheitlich in silbergrauer Tresse oder Borte ausgeführt. Bei den Schuma der Sicherheitspolizei entfielen die Ärmelwinkel und -balken. Stattdessen war der Rang anhand der Kragenspiegel erkennbar. Beim Korporal verlief ein silbergrauer Längsstreifen entlang der Vorderkante der Kragenpatte, dahinter ein Winkel, dessen beiden Schenkel parallel zur Vorder- und Unterkante der Patte verliefen. Gleiches galt ab Frühjahr 1943 für die geschlossenen Einheiten der Ordnungspolizei.

## Beispiele verschiedener Länder
Nachstehend sind Rangbezeichnungen, die semantisch auf Corporal zurückführbar sind, beispielhaft dargestellt.

Dänemark Korporal, OR-4, Heer
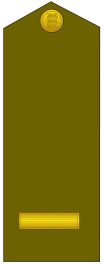
Estland Kapral, OR-2
Frankreich Caporal Brigadier, OR-3, Landstreitkräfte
Italien Caporale, OR-2
Kanada Caporal, OR-4, Heer
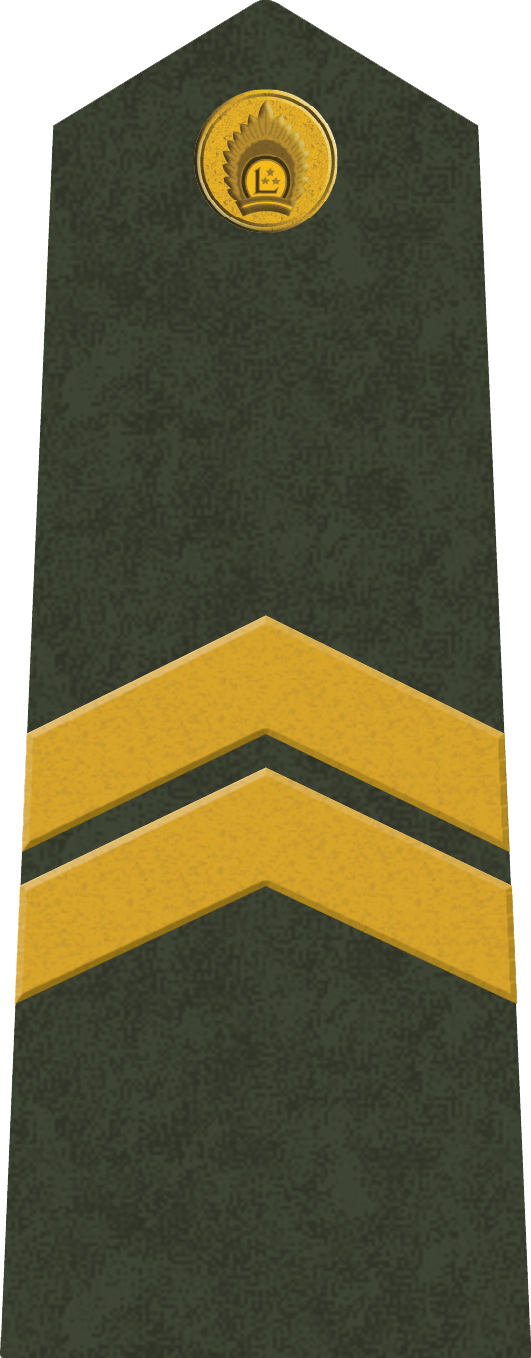
Lettland Kaprālis, OR-4, Heer
Niederlande Korporaal, OR-4, Heer
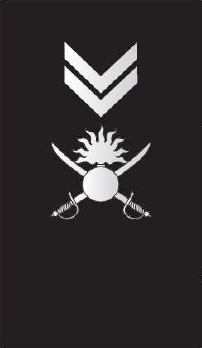
Norwegen Korporal, OR-4
Polen Kapral Heer und Spezialkräfte
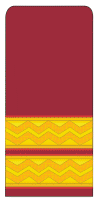
Rumänien Corporal, OR-4, Heer
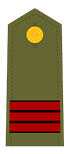
Spanien Cabo, OR-3
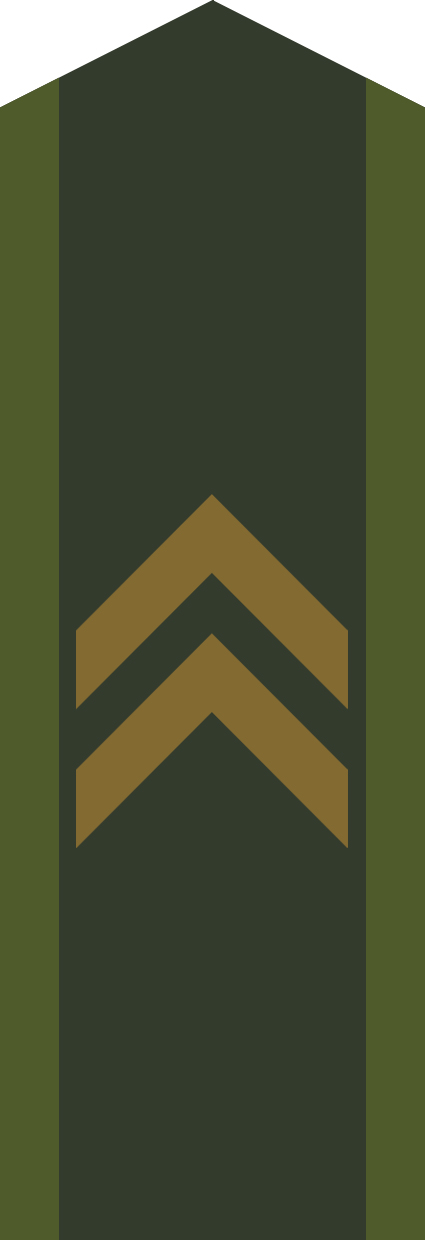
Schweden Korpral, OR-4, Heer
Türkei Çavuş der türkischen Armee
Vereinigte Staaten Corporal der US Army
Vereinigtes Königreich Corporal, OR-4
Deutschland Korporal, OR-4, Heer